# El Cid (Hidalgo)
El Cid es una localidad de México localizada en el municipio de Tizayuca en el estado de Hidalgo.

## Geografía
Se encuentra en la región geográfica de la Cuenca de México (Valle de Tizayuca). Le corresponden las coordenadas geográficas 19° 51’ 58.949” de latitud norte y 98° 55’ 34.953” de longitud oeste, con una altitud de 2316 m s. n. m. Cuenta con un clima semiseco templado.
En cuanto a fisiografía se encuentra en la provincia del Eje Neovolcánico, dentro de la subprovincia de Lagos y volcanes de Anáhuac; su terreno es de llanura. En lo que respecta a la hidrografía se encuentra posicionado en la región del Pánuco, dentro de la cuenca del río Moctezuma, y en la subcuenca del río Tezontepec.

## Demografía
En 2020 registró una población de 2926 personas, lo que corresponde al 1.74 % de la población municipal. De los cuales 1423 son hombres y 1503 son mujeres. La localidad pertenece a la zona Metropolitana del Valle de México.
| Gráfica de evolución demográfica de El Cid entre 1900 y 2020                                 |
|                                                                                              |
| Población de los censos y conteos del Instituto Nacional de Estadística y Geografía (INEGI). |